# Mertensia tarbagataica
Mertensia tarbagataica är en strävbladig växtart som beskrevs av B. Fedtschenko. Mertensia tarbagataica ingår i släktet fjärvor, och familjen strävbladiga växter. Inga underarter finns listade i Catalogue of Life.